# 水岩乡 (上犹县)
水岩乡，是中华人民共和国江西省赣州市上犹县下辖的一个乡镇级行政单位。

## 行政区划
水岩乡下辖以下地区：
太乙村、横岭村、金盆村、铁石村、茶坑村、高兴村、崇坑村、蕉坑村、龙门村、古田村、爱联村和井子村。